# Achaearanea extrilida
Achaearanea extrilida là một loài nhện trong họ Theridiidae.
Loài này thuộc chi Achaearanea. Achaearanea extrilida được Eugen von Keyserling miêu tả năm 1890.